# العلاقات الأندورية الأيرلندية
العلاقات الأندورية الأيرلندية هي العلاقات الثنائية التي تجمع بين أندورا وجمهورية أيرلندا.

## مقارنة بين البلدين
هذه مقارنة عامة ومرجعية للدولتين:
| وجه المقارنة                                              | أندورا                                                     | جمهورية أيرلندا                                       |
| --------------------------------------------------------- | ---------------------------------------------------------- | ----------------------------------------------------- |
| المساحة (كم2)                                             | 468                                                        | 70.27 ألف                                             |
| عدد السكان (نسمة)                                         | 76.18 ألف                                                  | 4.76 مليون                                            |
| الكثافة السكانية (ن./كم²)                                 | 16.28 ألف                                                  | 67.74                                                 |
| العاصمة                                                   | أندورا لا فيلا                                             | دبلن                                                  |
| اللغة الرسمية                                             | اللغة الكتالونية                                           | اللغة الأيرلندية، لغة إنجليزية، الإنجليزية الأيرلندية |
| العملة                                                    | يورو                                                       | جنيه أيرلندي، يورو، عملات اليورو الأيرلندية           |
| الناتج المحلي الإجمالي (بليون دولار)                      | 3.01 مليار                                                 | 333.73 مليار                                          |
| الناتج المحلي الإجمالي (تعادل القوة الشرائية) بليون دولار |                                                            | 318.16 مليار                                          |
| الناتج المحلي الإجمالي الاسمي للفرد دولار أمريكي          |                                                            | 61.13 ألف                                             |
| الناتج المحلي الإجمالي للفرد دولار أمريكي                 |                                                            |                                                       |
| مؤشر التنمية البشرية                                      | 0.858                                                      | 0.916                                                 |
| رمز المكالمات الدولي                                      | +376                                                       | +353                                                  |
| رمز الإنترنت                                              | .ad                                                        | .ie                                                   |
| المنطقة الزمنية                                           | ت ع م+01:00، توقيت وسط أوروبا، ت ع م+02:00، أوروبا/أندورا ‏ | 00، ت ع م+01:00، أوروبا/دبلن ‏                         |

## منظمات دولية مشتركة
يشترك البلدان في عضوية مجموعة من المنظمات الدولية، منها:
| علم المنظمة | اسم المنظمة                    | تاريخ انضمام أندورا | تاريخ انضمام جمهورية أيرلندا |
| ----------- | ------------------------------ | ------------------- | ---------------------------- |
|             | الاتحاد الدولي للاتصالات       | 12 نوفمبر 1993      | 8 ديسمبر 1923                |
|             | منظمة حظر الأسلحة الكيميائية   | ?                   | ?                            |
|             | يونسكو                         | 20 أكتوبر 1993      | 3 أكتوبر 1961                |
|             | مجلس أوروبا                    | ?                   | ?                            |
|             | الأمم المتحدة                  | 28 يوليو 1993       | 14 ديسمبر 1955               |
|             | منظمة الشرطة الجنائية الدولية  | ?                   | ?                            |
|             | منظمة الأمن والتعاون في أوروبا | 25 أبريل 1996       | 25 يونيو 1973                |

## وصلات خارجية
- موقع وزارة الخارجية الأندورية
- موقع وزارة الخارجية الأيرلندية